# Trustfall
Trustfall (estilizado em letras maiúsculas) é o nono álbum de estúdio da cantora americana Pink. O álbum foi lançado em 17 de fevereiro de 2023, através da RCA Records. O álbum conta com participações especiais de The Lumineers, Chris Stapleton e First Aid Kit.

## Antecedentes
Durante uma entrevista em 2021 durante a promoção de seu álbum ao vivo e documentário All I Know So Far, Pink foi questionada sobre seu seguinte álbum de estúdio. Quando questionada sobre o tom do álbum, ela respondeu dizendo que não tinha certeza como era nos "primeiros dias", mas que seria "muito honesta".
Em 14 de julho de 2022, Pink lançou de surpresa seu single "Irrelevant" como uma canção de protesto, em resposta à sua indignação perante a anulação de Roe v. Wade pela Suprema Corte dos Estados Unidos. Foi sua primeira música desde seu single de 2021 "All I Know So Far", do álbum ao vivo de mesmo nome.
De maio a outubro de 2022, Pink foi a atração principal do Bottlerock Napa Valley, Ohana Festival e Austin City Limits, enquanto também fazia um show no Yaamava Theatre, no sul da Califórnia. Ela também tocou no segundo Taylor Hawkins Tribute Concert, em Los Angeles, e no Foo Fighters' Hanukkah Sessions.
Em 1 de fevereiro de 2023, locais de todo o mundo ajudaram a revelar a lista de faixas de Trustfall.

## Lançamento e promoção
Em 18 de novembro de 2022, Pink anunciou Trustfall no Good Morning America e sua data de lançamento por meio de suas contas de mídia social. Ela afirmou que o álbum é "o melhor álbum" já tinha feito." O álbum foi inspirado por muitos eventos pessoais em sua vida, incluindo o adoecimento de seus filhos e a morte de seu pai.
Em 6 de outubro de 2022, Pink anunciou que em 2023 faria uma turnê na Europa como parte de sua Pink Summer Carnival Tour.
Em 17 de outubro de 2022, Pink lançou nas redes sociais um trecho do primeiro single do álbum, "Never Gonna Not Dance Again". A música ficou disponível para transmissão no Apple Music e Spotify em 4 de novembro de 2022. Alguns críticos deram críticas mistas à música dizendo que a achavam muito parecida com "Can't Stop the Feeling!", de Justin Timberlake. Ela cantou a música ao vivo pela primeira vez no American Music Awards, em 20 de novembro de 2022.
Em 18 de janeiro de 2023, Pink anunciou o segundo single do álbum, "Trustfall", e lançou um trecho nas redes sociais. A música foi lançada em 27 de janeiro de 2023.

## Alinhamento de faixas
Duração das faixas retirados do Qobuz.
| Trustfall – Edição Padrão |                                            |                                        |                   |         |  |
| N.º                       | Título                                     | Compositor(es)                         | Produtor(es)      | Duração |  |
| 1.                        | "When I Get There"                         |                                        |                   | 3:20    |  |
| 2.                        | "Trustfall"                                | Alecia Moore Johnny McDaid Fred Gibson | McDaid Fred Again | 3:57    |  |
| 3.                        | "Turbulence"                               |                                        |                   | 3:26    |  |
| 4.                        | "Long Way to Go" (com The Lumineers)       |                                        |                   | 3:09    |  |
| 5.                        | "Kids In Love" (com First Aid Kit)         |                                        |                   | 2:47    |  |
| 6.                        | "Never Gonna Not Dance Again"              | More Max Martin Shellback              | Martin Shellback  | 3:44    |  |
| 7.                        | "Runaway"                                  | More Billy Mann                        |                   | 2:42    |  |
| 8.                        | "Last Call"                                |                                        |                   | 4:03    |  |
| 9.                        | "Hate Me"                                  |                                        |                   | 3:20    |  |
| 10.                       | "Lost Cause"                               |                                        |                   | 3:38    |  |
| 11.                       | "Feel Something"                           |                                        |                   | 3:04    |  |
| 12.                       | "Our Song"                                 |                                        |                   | 2:54    |  |
| 13.                       | "Just Say I'm Sorry" (com Chris Stapleton) |                                        |                   | 3:33    |  |
| Duração total:            | Duração total:                             | Duração total:                         | Duração total:    | 43:37   |  |

## Histórico de lançamento
| Região | Data                    | Formato                             | Gravadora | Ref.                        |
| ------ | ----------------------- | ----------------------------------- | --------- | --------------------------- |
| Várias | 17 de fevereiro de 2023 | CD Download digital streaming vinil | RCA       | [ 14 ] [ 15 ] [ 13 ] [ 16 ] |